# Eremothera sculpturata
Eremothera sculpturata es una especie de arácnido  del orden Solifugae de la familia Eremobatidae.

## Distribución geográfica
Se encuentra en México y Texas en (Estados Unidos).